# Omajjád uralkodók listája

## Kalifák

### Helyesen vezetett
- Oszmán ibn Affán (644–656)

### Szufjánidák
- I. Muávija ibn Abí Szufján (661–680)
- I. Jazíd ibn Muávija (680–683)
- II. Muávija ibn Jazíd (683–684)

### Marvánidák
- I. Marván ibn al-Hakam (684–685)
- Abd al-Malik ibn Marván (685–705)
- I. al-Valíd ibn Abd al-Malik (705–715)
- Szulejmán ibn Abd al-Malik (715–717)
- II. Omár ibn Abd al-Azíz (717–720)
- II. Jazíd ibn Abd al-Malik (720–724)
- Hisám ibn Abd al-Malik (724–743)
- II. al-Valíd ibn Jazíd (743–744)
- III. Jazíd  ibn al-Valíd (744)
- Ibráhím ibn al-Valíd (744)
- II. Marván ibn Muhammad (744–750)

## Córdobai Omajjádok

### Független emírek
- I. Abd ar-Rahmán (756–788)
- I. Hisám (788–796)
- I. al-Hakam (796–822)
- II. Abd ar-Rahmán (822–852)
- I. Muhammad (852–886)
- al-Mundzír (886–888)
- Abdalláh (888–912)
- III. Abd ar-Rahmán (912–929; 961-ig kalifa)

### Kalifák
- III. Abd ar-Rahmán (912-től emír, 929–961 közt kalifa)
- II. al-Hakam (961–976)
- II. Hisám (976–1008)
- II. Muhammad (1008–1009)
- Szulejmán (1009–1010)
- II. Hisám (restauráció 1010–1012)
- Szulejmán (restauráció 1012–1017)
- IV. Abd ar-Rahmán (1021–1022)
- V. Abd ar-Rahmán (1022–1023)
- III. Muhammad (1023–1024)
- III. Hisám (1027–1031)